# Centrale électrique de La Bâthie
La centrale électrique de la Bathie RM est une usine de production d'électricité d'origine hydraulique situé en Savoie, sur la commune de La Bâthie, proche d'Albertville. Ce complexe hydroélectrique finalise l'aménagement énergétique du Beaufortain, débuté en 1903 par Albert Caquot.  
La centrale a une puissance maximale initiale de 600 MW. Elle turbine les eaux des barrages de Roselend, Saint-Guérin et La Gittaz, dans le Massif du Beaufortain. Sa production annuelle est d'un milliard de kilowattheures.

## Historique
Une première centrale hydroélectrique a été installée en 1895.
La centrale moderne est mise en chantier en 1955 et inaugurée en 1961.
Un projet en cours à la centrale de La Bathie lui ajoutera 50 MW. En effet, les 6 turbines Pelton verront chacune leur puissance passer de 92 à 100 MW. 
Elle a fait l'objet d'un programme de suréquipement entre 2013 et 2018 afin d'exploiter davantage l'énergie hydraulique disponible. L'aval de la centrale a également été équipée d'un bassin de démodulation pour réduire les risques liés aux variations de débit pour les tiers, ainsi que l'impact environnemental. Ce bassin est aisément visible depuis la route qui longe la centrale.